# For All Mankind
For All Mankind is een Amerikaanse sciencefiction web televisieserie ontwikkeld en geschreven door Ronald D. Moore, Matt Wolpert en Ben Nedivi. De serie wordt ontwikkeld voor Apple TV+, de streamingdienst van Apple Inc.. De serie dramatiseert een alternatieve tijdlijn, die laat zien "wat er gebeurd zou zijn als de wereldwijde ruimtewedloop tussen de Verenigde Staten en de Sovjet-Unie nooit gestopt zou zijn" nadat de Sovjet-Unie er het eerst in slaagt een man naar de Maan te brengen.
For All Mankind ging in première op 1 november 2019. In oktober 2019 werd al aangekondigd dat de serie een tweede seizoen zal krijgen, dit was al een aantal weken voordat de eerste aflevering beschikbaar kwam voor de kijkers.
In december 2020 werd het derde seizoen aangekondigd. De uitzendingen daarvan begonnen op 10 juni 2022. In november 2023 volgde seizoen 4.

## Verhaal
In een alternatieve tijdlijn die begint in 1969 is kosmonaut Alexei Leonov de eerste mens die op de Maan landt. Dit feit doet het moreel bij NASA tot een absoluut dieptepunt zakken, maar het betekent eveneens de start van een Amerikaanse poging om de achterstand in te halen. Wanneer de USSR er ook nog in slaagt om als eerste een vrouw op de maan te zetten worden de Verenigde Staten gedwongen om het tempo op te voeren en ook vrouwen en minderheden op te leiden die in de eerste decennia van de Amerikaanse ruimteverkenning grotendeels uitgesloten werden.
Elk volgend seizoen vindt tien jaar later plaats: Seizoen 2 speelt zich af in de jaren tachtig met de kolonisatie van de Maan, seizoen 3 in de jaren negentig met de race naar Mars en seizoen 4 in de jaren na de millenniumwisseling met de zelfvoorzienende marskolonie.

## Cast en personages

### Hoofdrol
- Joel Kinnaman als Edward Baldwin
- Michael Dorman als Gordo Stevens
- Wrenn Schmidt als Margo Madison
- Sarah Jones als Tracy Stevens
- Shantel VanSanten als Karen Baldwin
- Jodi Balfour als Ellen Waverly

### Historische figuren
- Bjørn Alexander als Wubbo Ockels
- Chris Agos als Buzz Aldrin
- Matt Battaglia als John Glenn
- Chris Bauer als Deke Slayton
- Jeff Branson als Neil Armstrong
- Dan Donohue als Thomas O. Paine
- Colm Feore als Wernher von Braun
- Ryan Kennedy als Michael Collins
- Eric Ladin als Gene Kranz
- Steven Pritchard als Pete Conrad
- Rebecca Wisocky als Marge Slayton
- Ben Begley als Charlie Duke

### Terugkerend
- Tait Blum als Shane Baldwin (de zoon van Ed en Karen Baldwin)
- Arturo Del Puerto als Octavio Rosales
- Noah Harpster als Bill Strausser (een Mission-controller)
- Krys Marshall als Danielle Poole (een Afro-Amerikaanse vrouwelijke astronaut)
- Tracy Mulholland als Gloria Sedgewick (de vrouw van Frank Sedgewick)
- Dave Power als Astronaut Frank Sedgewick (Command-modulepiloot van Apollo 15)
- Mason Thames als Danny Stevens (de oudste zoon van Gordo en Tracy Stevens)
- Olivia Trujillo als Aleida Rosales
- Sonya Walger als Molly Cobb (de eerste vrouwelijke Amerikaanse astronaut op de Maan; de producers van de serie kozen voor de achternaam  "Cobb" voor het personage om de echte Mercury 13's Geraldyn M. Cobb te eren, zij overleed tijdens de opnames van het eerste seizoen van de serie)
- Meghan Leathers als Pam Horton (een bartender, en Ellen's liefdesrelatie)
- Wallace Langham als Harold Weisner, (bewindvoerder van NASA in de Ted Kennedy administration; hij verving Thomas Paine als het hoofd van NASA)
- Nate Corddry als Larry Wilson (een homoseksuele NASA-engineer die zich voordoet als Ellen's vriendje en later echtgenoot)
- Leonora Pitts als Irene Hendricks (eerste vrouwelijke Flight Director, verving Gene Kranz van White Team)
- Dan Warner als Generaal Arthur Weber, USAF (militairliaison aan NASA)
- Lenny Jacobson als Wayne Cobb, Molly's echtgenoot

## Afleveringen

### Seizoen 1 (2019)
| Nr. in serie | Nr. in seizoen | Titel                   | Regie                | Scenario                                  | Releasedatum Apple TV+ |
| ------------ | -------------- | ----------------------- | -------------------- | ----------------------------------------- | ---------------------- |
| 1            | 1              | "Red Moon"              | Seth Gordon          | Ronald D. Moore, Matt Wolpert, Ben Nedivi | 1 november 2019        |
| 2            | 2              | "He Built the Saturn V" | Seth Gordon          | Matt Wolpert, Ben Nedivi                  | 1 november 2019        |
| 3            | 3              | "Nixon's Women"         | Allen Coulter        | Nichole Beattie                           | 1 november 2019        |
| 4            | 4              | "Prime Crew"            | Allen Coulter        | Naren Shankar                             | 8 november 2019        |
| 5            | 5              | "Into the Abyss"        | Sergio Mimica-Gezzan | David Weddle, Bradley Thompson            | 15 november 2019       |
| 6            | 6              | "Home Again"            | Sergio Mimica-Gezzan | Stephanie Shannon                         | 22 november 2019       |
| 7            | 7              | "Hi Bob"                | Meera Menon          | Ronald D. Moore                           | 28 november 2019       |
| 8            | 8              | "Rupture"               | Meera Menon          | Nichole Beattie                           | 6 december 2019        |
| 9            | 9              | "Bent Bird"             | John Dahl            | David Weddle, Bradley Thompson            | 13 december 2019       |
| 10           | 10             | "A City upon a Hill"    | John Dahl            | Matt Wolpert, Ben Nedivi                  | 20 december 2019       |

### Seizoen 2 (2021)
| Nr. in serie | Nr. in seizoen | Titel                 | Regie                | Scenario                       | Releasedatum Apple TV+ |
| ------------ | -------------- | --------------------- | -------------------- | ------------------------------ | ---------------------- |
| 11           | 1              | "Every Little Thing"  | Michael Morris       | Ronald D. Moore                | 19 februari 2021       |
| 12           | 2              | "The Bleeding Edge"   | Michael Morris       | Matt Wolpert, Ben Nedivi       | 26 februari 2021       |
| 13           | 3              | "Rules of Engagement" | Andrew Stanton       | Stephanie Shannon              | 5 maart 2021           |
| 14           | 4              | "Pathfinder"          | Andrew Stanton       | David Weddle, Bradley Thompson | 12 maart 2021          |
| 15           | 5              | "The Weight"          | Meera Menon          | Nichole Beattie, Joe Menosky   | 19 maart 2021          |
| 16           | 6              | "Best-Laid Plans"     | Meera Menon          | Joe Menosky                    | 26 maart 2021          |
| 17           | 7              | "Don't Be Cruel"      | Dennie Gordon        | Nichole Beattie                | 2 april 2021           |
| 18           | 8              | "And Here's to You"   | Dennie Gordon        | Ronald D. Moore                | 9 april 2021           |
| 19           | 9              | "Triage"              | Sergio Mimica-Gezzan | Bradley Thompson, David Weddle | 16 april 2021          |
| 20           | 10             | "The Grey"            | Sergio Mimica-Gezzan | Matt Wolpert, Ben Nedivi       | 23 april 2021          |

### Seizoen 3 (2022)
| Nr. in serie | Nr. in seizoen | Titel                        | Regie           | Scenario                       | Releasedatum Apple TV+ |
| ------------ | -------------- | ---------------------------- | --------------- | ------------------------------ | ---------------------- |
| 21           | 1              | "Polaris"                    | Sarah Boyd      | Matt Wolpert, Ben Nedivi       | 10 juni 2022           |
| 22           | 2              | "Game Changer"               | Sarah Boyd      | David Weddle, Bradley Thompson | 17 juni 2022           |
| 23           | 3              | "All In"                     | Wendey Stanzler | Nichole Beattie                | 24 juni 2022           |
| 24           | 4              | "Happy Valley"               | Wendey Stanzler | Joe Menosky                    | 1 juli 2022            |
| 25           | 5              | "Seven Minutes of Terror"    | Andrew Stanton  | Sabrina Almeida                | 8 juli 2022            |
| 26           | 6              | "New Eden"                   | Andrew Stanton  | Stephanie Shannon              | 15 juli 2022           |
| 27           | 7              | "Bring It Down"              | Dan Liu         | Nichole Beattie                | 22 juli 2022           |
| 28           | 8              | "The Sands of Ares"          | Dan Liu         | Joe Menosky, Eric Phillips     | 29 juli 2022           |
| 29           | 9              | "Coming Home"                | Craig Zisk      | David Weddle, Bradley Thompson | 5 augustus 2022        |
| 30           | 10             | "Stranger in a Strange Land" | Craig Zisk      | Matt Wolpert, Ben Nedivi       | 12 augustus 2022       |

### Seizoen 4 (2023)
| Nr. in serie | Nr. in seizoen | Titel               | Regie                | Scenario                                   | Releasedatum Apple TV+ |
| ------------ | -------------- | ------------------- | -------------------- | ------------------------------------------ | ---------------------- |
| 31           | 1              | "Glasnost"          | Lukas Ettlin         | Matt Wolpert, Ben Nedivi                   | 10 november 2023       |
| 32           | 2              | "Have a Nice Sol"   | Lukas Ettlin         | David Weddle, Bradley Thompson             | 17 november 2023       |
| 33           | 3              | "The Bear Hug"      | Dan Liu              | Andrew Black                               | 22 november 2023       |
| 34           | 4              | "House Divided"     | Dan Liu              | Sabrina Almeida                            | 1 december 2023        |
| 35           | 5              | "Goldilocks"        | Sylvain White        | Jovan Robinson                             | 8 december 2023        |
| 36           | 6              | "Leningrad"         | Sylvain White        | Eric Phillips                              | 15 december 2023       |
| 37           | 7              | "Crossing the Line" | Maja Vrvilo          | Andrew Black                               | 22 december 2023       |
| 38           | 8              | "Legacy"            | Maja Vrvilo          | Bradley Thompson, David Weddle             | 29 december 2023       |
| 39           | 9              | "Brazil"            | Sergio Mimica-Gezzan | David Weddle, Bradley Thompson, Kate Burns | 5 januari 2024         |
| 40           | 10             | "Perestroika"       | Sergio Mimica-Gezzan | Matt Wolpert, Ben Nedivi                   | 12 januari 2024        |